# Savigny (Roine)
Savigny és un municipi francès situat al departament del Roine i a la regió d'Alvèrnia-Roine-Alps. L'any 2007 tenia 1.917 habitants.

## Demografia

### Població
El 2007 la població de fet de Savigny era de 1.917 persones. Hi havia 710 famílies de les quals 154 eren unipersonals (83 homes vivint sols i 71 dones vivint soles), 229 parelles sense fills, 288 parelles amb fills i 39 famílies monoparentals amb fills.
La població ha evolucionat segons el següent gràfic:
Habitants censats

### Habitatges
El 2007 hi havia 798 habitatges, 718 eren l'habitatge principal de la família, 42 eren segones residències i 38 estaven desocupats. 692 eren cases i 105 eren apartaments. Dels 718 habitatges principals, 522 estaven ocupats pels seus propietaris, 175 estaven llogats i ocupats pels llogaters i 22 estaven cedits a títol gratuït; 11 tenien una cambra, 39 en tenien dues, 96 en tenien tres, 205 en tenien quatre i 367 en tenien cinc o més. 486 habitatges disposaven pel capbaix d'una plaça de pàrquing. A 283 habitatges hi havia un automòbil i a 398 n'hi havia dos o més.

### Piràmide de població
La piràmide de població per edats i sexe el 2009 era:
| Homes | Edats   | Dones |
| ----- | ------- | ----- |
| 0     | 95 o +  | 4     |
| 0     | 90 a 94 | 0     |
| 4     | 85 a 89 | 16    |
| 4     | 80 a 84 | 8     |
| 12    | 75 a 79 | 24    |
| 32    | 70 a 74 | 12    |
| 32    | 65 a 69 | 36    |
| 44    | 60 a 64 | 32    |
| 60    | 55 a 59 | 60    |
| 60    | 50 a 54 | 88    |
| 44    | 45 a 49 | 28    |
| 88    | 40 a 44 | 56    |
| 56    | 35 a 39 | 92    |
| 72    | 30 a 34 | 76    |
| 52    | 25 a 29 | 56    |
| 40    | 20 a 24 | 48    |
| 72    | 15 a 19 | 60    |
| 84    | 10 a 14 | 68    |
| 116   | 5 a 9   | 56    |
| 60    | 0 a 4   | 56    |

## Economia
El 2007 la població en edat de treballar era de 1.242 persones, 944 eren actives i 298 eren inactives. De les 944 persones actives 898 estaven ocupades (465 homes i 433 dones) i 47 estaven aturades (18 homes i 29 dones). De les 298 persones inactives 116 estaven jubilades, 128 estaven estudiant i 54 estaven classificades com a «altres inactius».

### Ingressos
El 2009 a Savigny hi havia 716 unitats fiscals que integraven 1.956 persones, la mediana anual d'ingressos fiscals per persona era de 20.348 €.

### Activitats econòmiques
Dels 120 establiments que hi havia el 2007, 3 eren d'empreses alimentàries, 4 d'empreses de fabricació de material elèctric, 18 d'empreses de fabricació d'altres productes industrials, 26 d'empreses de construcció, 23 d'empreses de comerç i reparació d'automòbils, 1 d'una empresa de transport, 4 d'empreses d'hostatgeria i restauració, 2 d'empreses d'informació i comunicació, 9 d'empreses financeres, 4 d'empreses immobiliàries, 16 d'empreses de serveis, 5 d'entitats de l'administració pública i 5 d'empreses classificades com a «altres activitats de serveis».
Dels 34 establiments de servei als particulars que hi havia el 2009, 3 eren tallers de reparació d'automòbils i de material agrícola, 3 paletes, 5 guixaires pintors, 5 fusteries, 6 lampisteries, 5 electricistes, 2 perruqueries, 1 veterinari, 1 agència de treball temporal, 1 restaurant i 2 agències immobiliàries.
Dels 3 establiments comercials que hi havia el 2009, 1 era una fleca, 1 una botiga d'equipament de la llar i 1 una botiga d'electrodomèstics.
L'any 2000 a Savigny hi havia 62 explotacions agrícoles que ocupaven un total de 1.280 hectàrees.

## Equipaments sanitaris i escolars
El 2009 hi havia 1 escola maternal i 2 escoles elementals.

## Poblacions més properes
El següent diagrama mostra les poblacions més properes.